# Primera División B Metropolitana (Paraguay)
La Primera División B, también conocida popularmente como la Primera División B Metropolitana o Primera B Metropolitana para distiguirlo de la Primera División B Nacional, constituye una de las tres secciones de la Tercera División del fútbol paraguayo. El campeonato es organizado por la Asociación Paraguaya de Fútbol. En el mismo participan clubes del Área Metropolitana de Asunción. Equipos que no son de Asunción o de ciudades cercanas, juegan en sus ligas regionales (equivalentes a Cuarta División) y/o solicitan su ingreso en la B Nacional.
La Primera División B fue desde el año 1910 hasta el año 1996 la Segunda División del fútbol paraguayo, pero con la creación de la División Intermedia en el año 1997, pasó a ser la Tercera División.
Como Tercera División se viene jugando desde 1939 (llamada Segunda de Ascenso hasta 1996 y que pasó a ser la Cuarta División desde 1997) y desde entonces el nombre del torneo ha cambiado en varias ocasiones, así como también la cantidad de equipos participantes, siendo el número actual (2019) de 18 clubes.
El campeón asciende a la Segunda División, el subcampeón tiene el derecho a jugar por una plaza en la División Intermedia contra el subcampeón de la Primera División B Nacional en los años impares y contra el campeón de la Primera División B Nacional en los años pares, y el que termina en la última posición (o los dos últimos), desciende a la Cuarta División de Paraguay (conocida también como Primera División C).

## Historia
La división fue creada con el nombre de Segunda de Ascenso en 1939. Desde entonces, ha tenido una gran cantidad de campeones, procedentes de diversas ciudades de la zona metropolitana de Asunción y alrededores.
Aunque inicialmente solo se permitía el ingreso de clubes de Asunción y de la Gran Asunción, con la inclusión del Sportivo Iteño de Itá en 1983, se amplió el área a más ciudades.
En 1997, con la creación de la División Intermedia como segunda categoría del fútbol paraguayo compuesto por clubes de la zona metropolitana y del interior del país, la mayoría de los equipos de esta división pasaron a conformar la Cuarta División (en la práctica descendieron); así mismo, una buena parte de los clubes de la Primera de Ascenso (la antes 2 categoría paraguaya), salvo los ocho mejores de 1996, pasaron oficialmente a constituir la 3 categoría.
En el 2011 se creó la Primera División B Nacional (anteriormente cumplía una función similar la Copa de Campeones de la UFI: 1998-2007); por lo que, considerando al bianual Campeonato Nacional Interligas, oficialmente desde entonces existen tres torneos como parte de la Tercera División del fútbol paraguayo.

## Equipos participantes
Listado de los 18 equipos que disputan este torneo en su temporada 2025.
| Equipo                | Ciudad                  | Estadio                 | Capacidad | Fundación                |
| 12 de Octubre FC      | Itauguá                 | Luis Salinas            | 10.000    | 14 de agosto de 1914     |
| 24 de Setiembre VP    | Areguá                  | Próculo Cortázar        | 2.500     | 24 de setiembre de 1914  |
| 29 de Setiembre       | Luque                   | Salustiano Zaracho      | 3.500     | 30 de abril de 1942      |
| 3 de Febrero          | Asunción                | 3 de Febrero            | 500       | 10 de marzo de 1949      |
| 3 de Noviembre        | Asunción                | Rubén Ramírez           | 1.500     | 15 de mayo de 1959       |
| Atlántida             | Asunción                | Flaviano Díaz           | 1.000     | 23 de diciembre de 1906  |
| Atlético Colegiales   | Lambaré                 | Luciano Zacarías        | 4.500     | 7 de enero de 1977       |
| Benjamín Aceval       | Villa Hayes             | Isidro Roussillón       | 5.000     | 6 de junio de 1918       |
| Cristóbal Colón (JAS) | Julián Augusto Saldívar | Herminio Ricardo        | 3.000     | 12 de octubre de 1913    |
| Fulgencio Yegros      | Ñemby                   | Parque Fulgencio Yegros | 1.000     | 14 de mayo de 1924       |
| General Díaz          | Luque                   | General Adrián Jara     | 4.000     | 22 de septiembre de 1917 |
| Martín Ledesma        | Capiatá                 | Enrique Soler           | 5.000     | 22 de septiembre de 1914 |
| Olimpia (Itá)         | Itá                     | Manuel Gamarra          | 5.000     | 8 de marzo de 1921       |
| Presidente Hayes      | Asunción                | Félix Cabrera           | 5.000     | 8 de noviembre de 1907   |
| Silvio Pettirossi     | Asunción                | Bernabé Pedrozo         | 4.000     | 11 de marzo de 1926      |
| Sport Colombia        | Fernando de la Mora     | Alfonso Colmán          | 7.000     | 1 de noviembre de 1924   |
| Sportivo Iteño        | Itá                     | Salvador Morga          | 4.500     | 1 de junio de 1924       |
| Sportivo Limpeño      | Limpio                  | Optaciano Gómez         | 1.800     | 16 de julio de 1914      |
| --------------------- | ----------------------- | ----------------------- | --------- | ------------------------ |

## Lista de campeones

### Tercera División
En los inicios de la tercera categoría del fútbol paraguayo, participaban equipos B de los principales equipos de la Primera División, no siempre el campeón ganaba el derecho de ascender a la categoría superior.
| Edición | Año  | Campeón                       | Subcampeón |
| ------- | ---- | ----------------------------- | ---------- |
| 1.ª     | 1939 | Deportivo Pinozá              |            |
| 2.ª     | 1940 | Deportivo Pinozá              |            |
| 3.ª     | 1941 | Rubio Ñu (B)                  |            |
| 4.ª     | 1942 | Rubio Ñu (B)                  |            |
| 5.ª     | 1943 | 12 de Octubre (Villa Aurelia) |            |
| 6.ª     | 1944 | Sport Colombia (B)            |            |
|         | 1945 | No se disputó                 |            |
|         | 1946 | No se disputó                 |            |
|         | 1947 | No se disputó                 |            |
| 7.ª     | 1948 | Deportivo Pinozá              |            |
| 8.ª     | 1949 | Fernando de la Mora           |            |
| 9.ª     | 1950 | Fernando de la Mora           |            |
| 10.ª    | 1951 | General Caballero SF          | Tacuary    |

### Segunda de Ascenso
Desde 1952 se consolida esta categoría, se establece el ascenso a la categoría superior y cambia su denominación a Segunda de Ascenso.
| Edición | Año  | Campeón                          | Subcampeón                       |
| ------- | ---- | -------------------------------- | -------------------------------- |
| 11.ª    | 1952 | Silvio Pettirossi                |                                  |
| 12.ª    | 1953 | Tacuary                          |                                  |
| 13.ª    | 1954 | No finalizó                      |                                  |
| 14.ª    | 1955 | Atlético Tembetary               |                                  |
| 15.ª    | 1956 | Cerro Corá                       |                                  |
| 16.ª    | 1957 | Silvio Pettirossi                |                                  |
| 17.ª    | 1958 | Fernando de la Mora              | Atlético Juventud                |
| 18.ª    | 1959 | Sportivo Ameliano                |                                  |
| 19.ª    | 1960 | Atlántida                        |                                  |
| 20.ª    | 1961 | Tacuary                          |                                  |
| 21.ª    | 1962 | Independiente                    | Oriental                         |
| 22.ª    | 1963 | Oriental                         |                                  |
| 23.ª    | 1964 | Atlético Juventud                | Oriental                         |
| 24.ª    | 1965 | 12 de Octubre SD                 | Oriental                         |
| 25.ª    | 1966 | 24 de Septiembre                 | General Genes                    |
| 26.ª    | 1967 | Oriental                         | Sportivo Trinidense              |
| 27.ª    | 1968 | Cerro Corá                       | Sport Colonial                   |
| 28.ª    | 1969 | Sport Colombia                   | General Díaz                     |
| 29.ª    | 1970 | 12 de Octubre (Villa Aurelia)    | General Díaz                     |
| 30.ª    | 1971 | Deportivo Recoleta               | Sportivo Ameliano                |
| 31.ª    | 1972 | 3 de Febrero                     |                                  |
| 32.ª    | 1973 | Silvio Pettirossi                |                                  |
| 33.ª    | 1974 | Silvio Pettirossi                |                                  |
| 34.ª    | 1975 | Independiente                    |                                  |
| 35.ª    | 1976 | Cerro Corá                       |                                  |
| 36.ª    | 1977 | Capitán Figari de Lambaré        | General Genes                    |
| 37.ª    | 1978 | Atlántida                        | General Caballero (Campo Grande) |
| 38.ª    | 1979 | Atlético Colegiales              | Tacuary                          |
| 39.ª    | 1980 | Independiente                    | Tacuary                          |
| 40.ª    | 1981 | Atlántida                        | Tacuary                          |
| 41.ª    | 1982 | Sportivo Trinidense              | General Caballero (Campo Grande) |
| 42.ª    | 1983 | Tacuary                          | Atlántida                        |
| 43.ª    | 1984 | Silvio Pettirossi                | Atlántida                        |
| 44.ª    | 1985 | Sportivo Iteño de Itá            | Cerro Corá                       |
| 45.ª    | 1986 | Valois Rivarola                  | 24 de Septiembre                 |
| 46.ª    | 1987 | Sportivo Trinidense              | General Caballero (Campo Grande) |
| 47.ª    | 1988 | Humaitá de Roque Alonso          | 29 de Septiembre                 |
| 48.ª    | 1989 | 8 de Diciembre de Caacupé        | 1° de Marzo                      |
| 49.ª    | 1990 | Trinidense                       | General Caballero (Campo Grande) |
| 50.ª    | 1991 | Valois Rivarola                  | 12 de Octubre SD                 |
| 51.ª    | 1992 | Atlético Tembetary               | General Caballero SF             |
| 52.ª    | 1993 | General Caballero ZC             | 3 de Noviembre                   |
| 53.ª    | 1994 | General Caballero (Campo Grande) | Silvio Pettirossi                |
| 54.ª    | 1995 | Silvio Pettirossi                | 12 de Octubre SD                 |
| 55.ª    | 1996 | Atlético Juventud                | Pilcomayo                        |

### Primera de Ascenso
| Edición | Año  | Campeón              | Subcampeón             |
| ------- | ---- | -------------------- | ---------------------- |
| 56.ª    | 1997 | 12 de Octubre SD     | Oriental               |
| 57.ª    | 1998 | Oriental             | Silvio Pettirossi      |
| 58.ª    | 1999 | Tacuary              | Independiente          |
| 59.ª    | 2000 | General Caballero ZC | Club Atlético Juventud |
| 60.ª    | 2001 | Independiente        | General Caballero CG   |
| 61.ª    | 2002 | Sportivo Trinidense  | General Caballero CG   |
| 62.ª    | 2003 | Fernando de la Mora  | Silvio Pettirossi      |
| 63.ª    | 2004 | Silvio Pettirossi    | General Díaz           |
| 64.ª    | 2005 | Rubio Ñu             | Sportivo Trinidense    |
| 65.ª    | 2006 | Presidente Hayes     | General Díaz           |
| 66.ª    | 2007 | Sport Colombia       | Sportivo San Lorenzo   |

### Primera División B
| Edición | Año  | Campeón                                    | Subcampeón                                 |
| ------- | ---- | ------------------------------------------ | ------------------------------------------ |
| 67.ª    | 2008 | Atlético Colegiales                        | Independiente                              |
| 68.ª    | 2009 | Sportivo San Lorenzo                       | Cerro Corá                                 |
| 69.ª    | 2010 | River Plate                                | Martín Ledesma                             |
| 70.ª    | 2011 | 29 de Septiembre de Luque.                 | Resistencia                                |
| 71.ª    | 2012 | 12 de Octubre de Itauguá                   | Martín Ledesma                             |
| 72.ª    | 2013 | Olimpia de Itá                             | Sportivo Iteño                             |
| 73.ª    | 2014 | Cristóbal Colón de Ñemby                   | Fernando de la Mora                        |
| 74.ª    | 2015 | Olimpia de Itá                             | Fulgencio Yegros                           |
| 75.ª    | 2016 | Martín Ledesma                             | Sportivo Ameliano                          |
| 76.ª    | 2017 | Sportivo San Lorenzo                       | Colegiales                                 |
| 77.ª    | 2018 | 12 de Octubre de Itauguá                   | Tacuary                                    |
| 78.ª    | 2019 | Sportivo Ameliano                          | Tacuary                                    |
| 79.ª    | 2020 | Cancelado debido a la Pandemia de COVID-19 | Cancelado debido a la Pandemia de COVID-19 |
| 79.ª    | 2021 | Atlético Colegiales                        | Martín Ledesma                             |
| 80.ª    | 2022 | Deportivo Recoleta                         | 24 de Septiembre VP                        |
| 81.ª    | 2023 | Atlético Tembetary                         | Cristóbal Colón JAS                        |
| 82.ª    | 2024 | Deportivo Capiatá                          | River Plate                                |

1. 1 2 3 4 5 6  No ascendió porque solo ascendía el campeón
2. 1 2 3 4 5 6 7  Subcampeón que también ascendió.
3. 1 2 3 4 5 6  Subcampeón que ascendió por ganar la promoción.
4. 1 2 3 4  Subcampeón que no ascendió por perder la promoción.

## Campeonatos por equipo
- Actualizado al 2024.

| Club                          | N.º de títulos | Años de campeonato                       |
| ----------------------------- | -------------- | ---------------------------------------- |
| Silvio Pettirossi             | 7              | 1952, 1957, 1973, 1974, 1984, 1995, 2004 |
| Fernando de la Mora           | 4              | 1949, 1950, 1953, 2003,                  |
| Tacuary                       | 4              | 1953, 1961, 1983, 1999                   |
| Independiente CG              | 4              | 1962, 1975, 1980, 2001,                  |
| Sportivo Trinidense           | 4              | 1982, 1987, 1990, 2002                   |
| Deportivo Pinozá              | 3              | 1939, 1940, 1948                         |
| Cerro Corá                    | 3              | 1956, 1968, 1976                         |
| Atlántida                     | 3              | 1960, 1978, 1981                         |
| Oriental                      | 3              | 1963, 1967, 1998                         |
| Atlético Colegiales           | 3              | 1979, 2008, 2021                         |
| Atlético Tembetary            | 3              | 1955, 1992, 2023                         |
| 12 de Octubre (Villa Aurelia) | 2              | 1943, 1970                               |
| 12 de Octubre SD              | 2              | 1965, 1997                               |
| Valois Rivarola               | 2              | 1986, 1991                               |
| General Caballero ZC          | 2              | 1993, 2000                               |
| Rubio Ñu (B)                  | 2              | 1941, 1942                               |
| Atlético Juventud             | 2              | 1964, 1996                               |
| Sport Colombia                | 2              | 1969, 2007                               |
| Olimpia de Itá                | 2              | 2013, 2015                               |
| Sportivo San Lorenzo          | 2              | 2009, 2017                               |
| 12 de Octubre de Itauguá      | 2              | 2012, 2018                               |
| Sportivo Ameliano             | 2              | 1959, 2019                               |
| Recoleta                      | 2              | 1971, 2022                               |
| General Caballero SF          | 1              | 1951                                     |
| Club 24 de Septiembre         | 1              | 1966                                     |
| Rubio Ñu                      | 1              | 2005                                     |
| Capitán Figari                | 1              | 1977                                     |
| 3 de Febrero                  | 1              | 1972                                     |
| Sportivo Iteño                | 1              | 1985                                     |
| Deportivo Humaitá             | 1              | 1988                                     |
| 8 de Diciembre de Caacupé     | 1              | 1989                                     |
| General Caballero CG          | 1              | 1994                                     |
| Presidente Hayes              | 1              | 2006                                     |
| River Plate                   | 1              | 2010                                     |
| 29 de Septiembre de Luque     | 1              | 2011                                     |
| Cristóbal Colón de Ñemby      | 1              | 2014                                     |
| Martín Ledesma de Capiatá     | 1              | 2016                                     |
| Sport Colombia (B)            | 1              | 1944                                     |
| Deportivo Capiatá             | 1              | 2024                                     |

## Equipos descendidos de la Segunda División
Lista de equipos que descendieron desde la Segunda División. El año se refiere a aquel en que ingresaron a esta tercera categoría, por lo que su descenso se produjo en la temporada anterior. 
- 2001: 12 de Octubre (SD).
- 2002: Atlético Tembetary, Oriental y Rubio Ñú.
- 2003: Resistencia e Independiente (CG).
- 2004: Deportivo Recoleta, Presidente Hayes y Sportivo Trinidense.
- 2005: Cerro Corá (CG) y Sportivo San Lorenzo.
- 2006: River Plate.
- 2007: Sport Colombia (Fernando de la Mora).
- 2008: No hubo
- 2009: Presidente Hayes.
- 2010: Silvio Pettirossi.
- 2011: Cerro Corá CG.
- 2012: 12 de Octubre (Itauguá).[24]
- 2013: 29 de Septiembre (Luque), Atlético Colegiales y Sportivo Iteño.
- 2014: Martín Ledesma (Capiatá) y Fernando de la Mora.
- 2015: Olimpia de Itá.
- 2016: Tacuary y 12 de Octubre (Itauguá).
- 2017: Cristóbal Colón (Ñemby), Sportivo San Lorenzo y Sport Colombia (Fernando de la Mora).
- 2018: Olimpia de Itá.
- 2019: Martín Ledesma (Capiatá) y General Caballero ZC.
- 2020: (Los 3 descendidos fueron a la Primera B Nacional).
- 2021: No se disputó el año anterior.
- 2022: Deportivo Capiatá, Fulgencio Yegros (Ñemby) y General Díaz (Luque).
- 2023: River Plate y Sportivo Iteño.
- 2024: Martín Ledesma (Capiatá) y Atlético Colegiales